# 雷恩·韋德曼
雷恩·韋德曼（1991年10月1日—），愛沙尼亞籃球運動員，現在效力於愛沙尼亞球隊BC Kalev/Cramo。他也代表愛沙尼亞國家男子籃球隊參賽。